# Оверландер, Волкерт
Волкерт Оверландер (нидерл. Volkert Overlander; 7 октября 1570, Амстердам — 18 октября 1630, Гаага) — голландский дворянин, юрист, судовладелец, купец, регент Амстердама времён Золотого века Голландии.

## Биография
Волкерт родился в Амстердаме, в семье Николаса Оверландера и Катарины Сейс. Он изучал право в Лейденском университете и закончил обучение в Базельском университете в 1595 году. В 1599 году он женился на Гертрёйд Хофт; его сестра Гертрёйд (1577-1653) вышла замуж за брата Гертрёйд Питера Янса Хофта. У пары было десять детей; среди них: Мария Оверландер ван Пурмерланд (вышла замуж за Франса Баннинга Кока) и Гертрёйд Оверландер (1609-1634) (вышла замуж за Корнелиса де Граффа). Волкерт жил со своей семьёй в городском доме Де Долфейн.
В 1602 году он стал одним из основателей Голландской Ост-Индской компании. Между 1614 и 1621 годами Волкерт стал советником Адмиралтейства Амстердама. В 1618 году Волкерт купил феод Илпендам и Пурмерланд у кредитора графа Эгмонда. Он построил замок Илпенстейн в 1622 году. В начале 1620-х годов он стал первым дейкграфом Пурмера. Он стал английским рыцарем в 1620 году. В 1621 и 1628 годах Волкерт стал мэром Амстердама. Между 1628 и 1629 годами Волкерт стал советником Штатов Голландии и Западной Фрисландии. Его состояние оценивалось в 150 000 гульденов. Он умер в Гааге в возрасте 60 лет.

## Внешние ссылки
- Volkert Overlander at Heren van Holland Архивная копия от 4 января 2016 на Wayback Machine
- Volkert Overlander at Historische Geslachtswapens Архивная копия от 17 августа 2016 на Wayback Machine